# Euderces brailovskyi
Euderces brailovskyi là một loài bọ cánh cứng trong họ Cerambycidae.